# Hjemlig hygge (album)
 For alternative betydninger, se Hjemlig hygge. (Se også artikler, som begynder med Hjemlig hygge)
Hjemlig hygge er et album udgivet af Røde Mors Rockcircus i 1976 på gruppens eget label Røde Mor Musikforlag (RM 1). Albummet var en slags konceptalbum og beskrev efter gruppens eget udsagn en “kernedansk borgerlig” families familieliv. Gruppen havde i sommeren 1976 optrådte med en revy under samme navn, hvori sangene indgik.
Teksterne på albummet var mere humoristiske og satiriske og gruppen havde forladt de dogmatiske socialistiske paroler, og albummet blev gruppens kommercielt mest succesfulde. 
Baseret på albummets sange blev i 1977 produceret et tv-program, hvor gruppen optrådte med sangene i en tv-film. Programmet blev vist på Danmarks Radio og kan ses på DR’s webarkiv DR Bonanza.
Albummet udkom på vinyl i 1976. Det blev genudgivet på CD på EMI i 1997 og igen i 2002. Albummet indgår tillige i Røde Mors Boxset 

## Sange
Komponist/tekstforfatter angivet
Side 1
1. Dagligt Brød (4:35) – Troels Trier
2. Det Tårnhøje Helvede (5:02) – Henrik Strube, Troels Trier
3. I Emhættens Skær (5:30) – Troels Trier
4. Smæk (5:50) – Troels Trier

Side 2
1. Spray (4:48) – Henrik Strube, Troels Trier
2. Bolighaj (6:12) – Erik Clausen, Henrik Strube
3. Den Hvide Vulkan (4:37) – Peter Ingemann, Troels Trier
4. Ta På Landet (4:19) – Troels Trier

## Medvirkende
- Erik Clausen - Recitation på “Bolighaj”
- Thomas Grue - Elektrisk guitar og akustisk guitar
- Peter Ingemann - El-bas, sang
- Peter Mogensen - Trommer
- Henrik Strube - El-guitar og sang
- Troels Trier - Piano, harmonika og sang

## Hitlister
Albummet blev en kommerciel succes for gruppen og blev ved udgivelsen placeret på den danske albumhitliste som nr. 9 i uge 49 og opnåede senere en placering som nr. 6 som det højeste. Albummet lå i 15 uger i top 20.